# Donato
Donato là một đô thị ở tỉnh Biella vùng Piedmont của nước Ý, có vị trí cách khoảng 50 km về phía bắc của of Torino và khoảng 15 km về phía tây của Biella. Tại thời điểm ngày 31 tháng 12 năm 2004, đô thị này có dân số 750 người và diện tích là 11,8 km².
Donato giáp các đô thị: Andrate, Chiaverano, Graglia, Mongrando, Netro, Sala Biellese, Settimo Vittone.